# Osman Duquesnay
Pour les articles homonymes, voir Duquesnay.
Osman Duquesnay, né le 7 janvier 1846 au Marin (Martinique) et mort le 8 décembre 1923 dans la même ville, est un homme politique et médecin français. Il est député de la Martinique de 1898 à 1902 et de 1906 à 1910.

## Biographie
Osman Duquesnay appartient à une des principales familles mulâtres aisées du Marin en Martinique. Son père Jules Duquesnay fut maire du Marin de 1851 à 1853 et de 1868 à 1874. Osman Duquesnay effectue ses études au séminaire-collège de Saint-Pierre. Après l'obtention de son baccalauréat, il part en France faire des études de médecine à l'université de Montpellier. Il interrompt ses études pour s' engager  comme volontaire lors de la déclaration de guerre de juillet 1870. Il se signala au plateau d'Avron. La guerre finie, il reprend ses études. Titulaire de son doctorat de médecine, il retourne en Martinique et exerce la profession de médecin.
Osman Duquesnay, sur le plan politique se range aux côtés des républicains et devient auprès de Marius Hurard et Ernest Deproge l'un des piliers de ce mouvement en Martinique. Mais sa carrière politique débute vraiment le 21 mai 1882 date de son élection comme conseiller municipal à Fort-de-France. Puis il est élu conseiller général du canton de Saint-Pierre-Mouillage.
Sa notoriété grandit et en 1884 il devient vice-président du conseil général. À cette époque, il est très proche du député Ernest Deproge et de ses idées assimilationnistes. De 1885 à 1890, il abandonne Saint-Pierre et s'intéresse désormais à deux communes : le Marin, sa commune natale et Fort-de-France, la commune où il exerce sa profession de médecin. En 1887, il est élu conseiller général du Marin et en 1888, il devient à 44 ans maire du chef-lieu, Fort-de-France. Osman Duquesnay sera maire de Fort-de-France de 1888 à 1896. En 1890, il est élu président du conseil général de la Martinique, fonction qu'il occupera jusqu'en 1893.

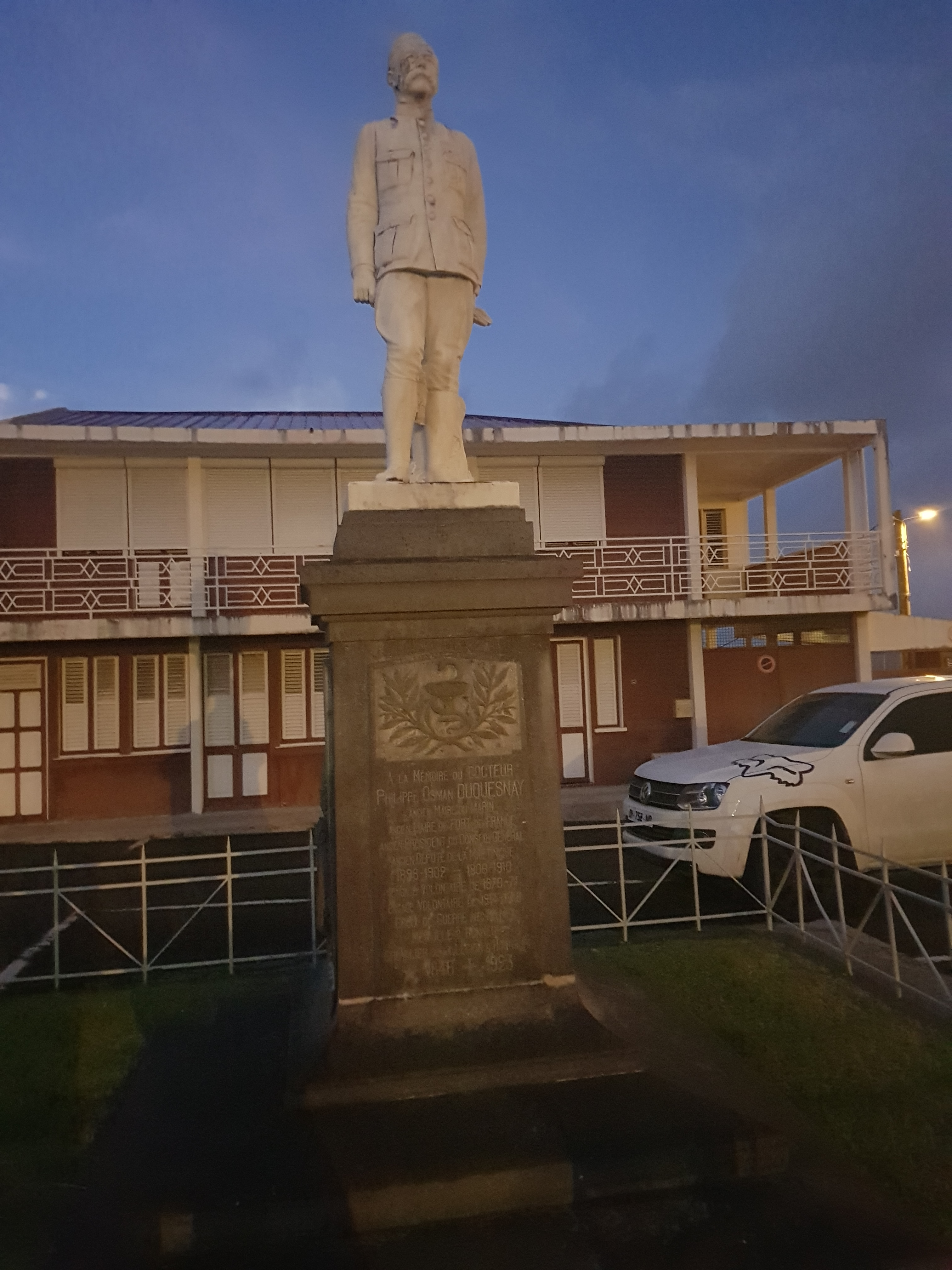
Statue en hommage à Osman Duquesnay au Marin

Entre 1890 et 1898, le parti républicain jusque-là très uni connaît une scission entre ses deux grandes figures Marius Hurard et Ernest Deproge. Osman Duquesnay se rapproche des hurardistes et des békés qui progressivement reviennent dans l'arène politique. Une des conséquences de ce changement de camp est la défaite d'Osman Duquesnay aux municipales de 1898 à Fort-de-France par le candidat hurardiste, Henri Audemar. Malgré sa défaite aux municipales, Osman Duquesnay demeure toujours actif et ambitieux sur le plan politique. En 1898, Osman Duquesnay se présente aux législatives face à son ex ami de parti, Ernest Deproge et lui inflige une cinglante défaite. À la Chambre des députés à Paris, il fait partie du groupe Méline.
Mais aux législatives de 1902, il est battu dans le sud par le candidat Homère Clément. En 1906, il se présente une nouvelle fois aux législatives et l'emporte face à Henry Lémery et siège dans le groupe des socialistes indépendants de René Viviani. En 1910, il est battu à l'élection des députés par Victor Sévère dans la circonscription du sud. Cet échec met un terme à son ambition politique. Désormais, Osman Duquesnay se consacre à sa commune du Marin dont il est le maire de 1908 à 1923.
En 1914, lors de la première guerre mondiale, Osman Duquesnay s'engage avec dévouement comme médecin dans un hôpital de Salonique en Grèce puis à l'hôpital du Val-de-Grâce à Paris. Son action humanitaire durant la guerre de 1914-1918 lui a valu des distinctions : la médaille militaire avec palmes et celle de chevalier de la Légion d'honneur reçue le 20 janvier 1919. Osman Duquesnay fut incontestablement une figure politique marquante de la Martinique à la fin du 19e et début du XXe siècle.
Osman Duquesnay meurt au Marin, le 8 décembre 1923 à l'âge de 77 ans.

## Parcours politique
- Maire de Fort-de-France de 1888 à 1896
- Maire du Marin de 1908 à 1923
- Président du conseil général de la Martinique de 1890 à 1893
- Député de la Martinique de 1898 à 1902 et 1906 à 1910

## Source
- Micheline Marlin-Godier, Fort-de-France, 1884-1914, Éditions Ibis Rouge